# كولة الماء (القفر)

تعديل مصدري - تعديل

كولة الماء محلة تابعة لقرية قيدان، التابعة لعزلة بني سيف السافل بمديرية القفر إحدى مديريات محافظة إب في الجمهورية اليمنية، بلغ تعداد سكانها 40 حسب تعداد اليمن لعام 2004.